# ليجه
ليجه (بالألبانية: Lezha) هي بلدة في ألبانيا وهي عاصمة مقاطعة ليجه، وLezhë Municipality ‏، بلغ عدد سكانها 15,510 نسمة وذلك حسب إحصائيات سنة 2011، رمزها البريدي هو 4501–4502.

## مدن توأم
المدن التوأم:
- كامبوباسو.

## أعلام
- أندريا أليكسي
- إسكندر بك